# Chiesa di San Cristoforo (Capannori)
La chiesa di San Cristoforo è un edificio sacro che si trova in località Lammari a Capannori.

## Storia e descrizione
Fondata nell'812, al primitivo edificio a navata unica, di cui resta l'architrave, reimpiegato nel portale d'ingresso, si sostituì nel X secolo una struttura a tre navate, il cui paramento esterno e l'apparato decorativo vennero rinnovati alla fine dell'XI secolo.
A tre navate spartite da pilastri con abside, con facciata a capanna dalla struttura assai ribassata e con spiovente unico, presenta un paramento a bozze accuratamente squadrate. Le membrature architettoniche disegnano nettamente la struttura geometrica dell'edificio, concluso nella parte superiore da archeggiature in origine decorate da bacini ceramici oggi perduti. L'apparato decorativo delle mensole che sostengono gli archetti alterna, a motivi tratti dal repertorio altomedievale, elementi ad ovoli e dentelli di matrice classica. La chiesa fu trasformata fin dal XVI secolo: la facciata assunse una struttura ad oratorio con ampie finestre ai lati della porta, protetta da una tettoia; all'interno vennero inserire volte al posto delle originarie capriate.
L'interno conserva una pala con la Madonna col Bambino e i santi Jacopo e Cristoforo, che risulta dai documenti pagata a Michelangelo di Pietro Membrini tra 1502 e 1508 ma la cui reale esecuzione si colloca tra 1502 e 1503 e in cui si notano riferimenti al Ghirlandaio.